# Oedignatha major
Oedignatha major es una especie de araña del género Oedignatha, Esta especie es endémica de Sri Lanka.